# Adrodamaeus starki
Adrodamaeus starki är en kvalsterart som först beskrevs av Bulanova-Zachvatkina 1967.  Adrodamaeus starki ingår i släktet Adrodamaeus och familjen Gymnodamaeidae. Inga underarter finns listade i Catalogue of Life.